# Гдовский уезд

Марки земской почты Гдовского уезда (1887, 1895, 1909 годов). Марки выпускались с 1874 по 1912 год.

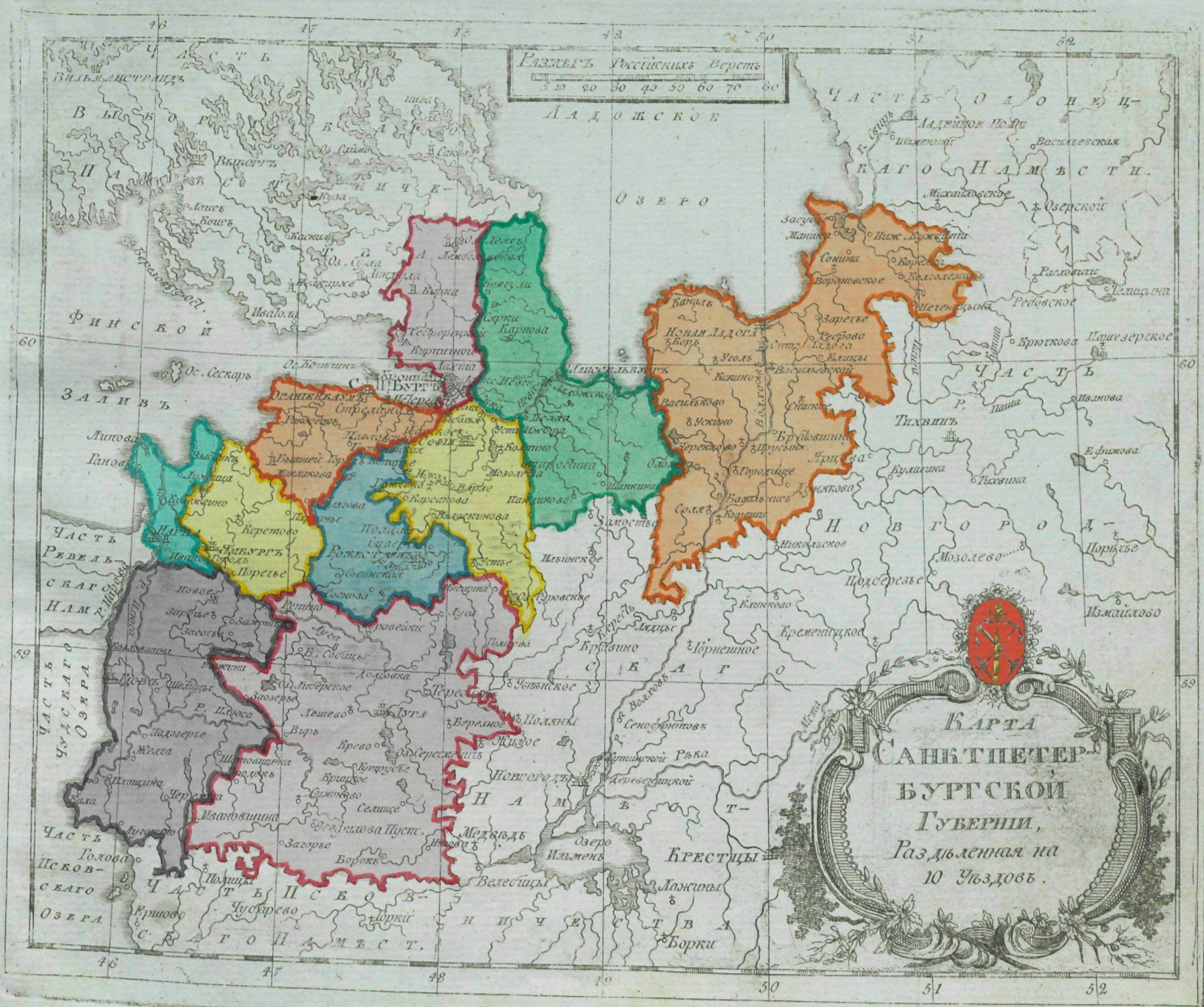
Гдовский уезд на карте Санкт-Петербургской губернии из малоформатного атласа Российской империи 1792 года (карта 2).

Разделение Гдовского уезда на три стана (на 1862 год).

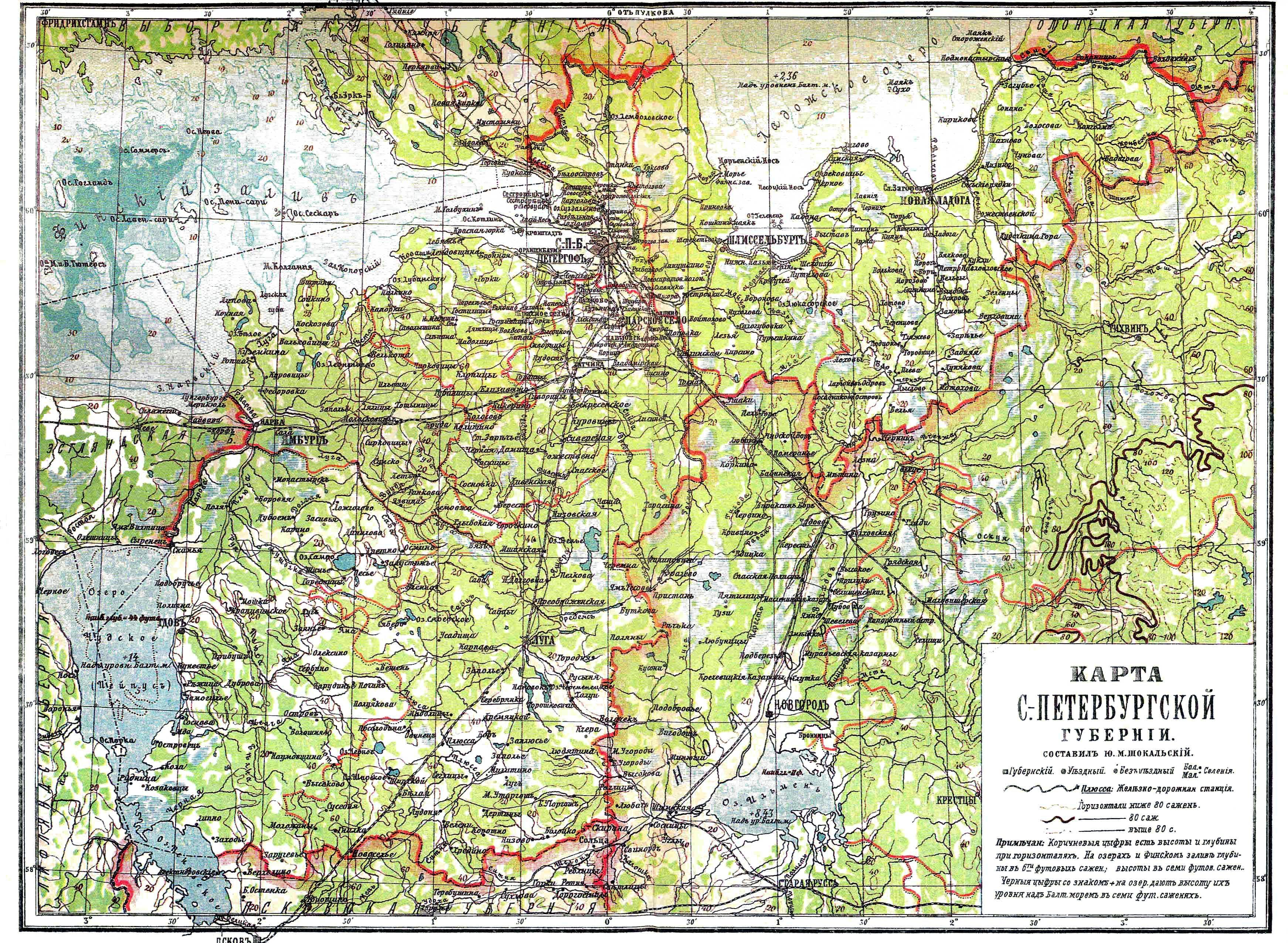
Гдовский уезд на карте Санкт-Петербургской губернии из энциклопедического словаря Брокгауза и Ефрона (1890—1907).

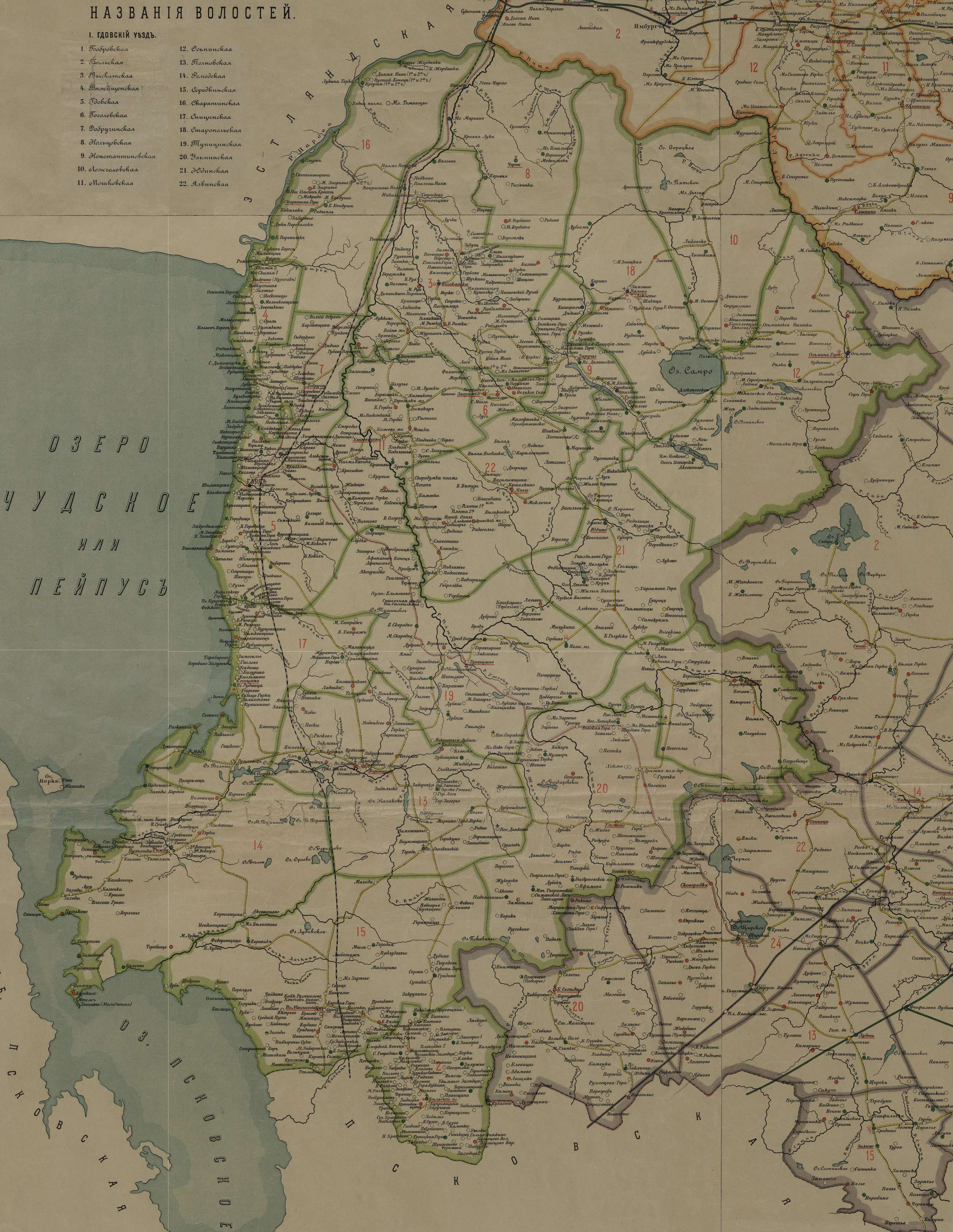
Разделение Гдовского уезда на волости (с карты Петроградской губернии 1916 года).

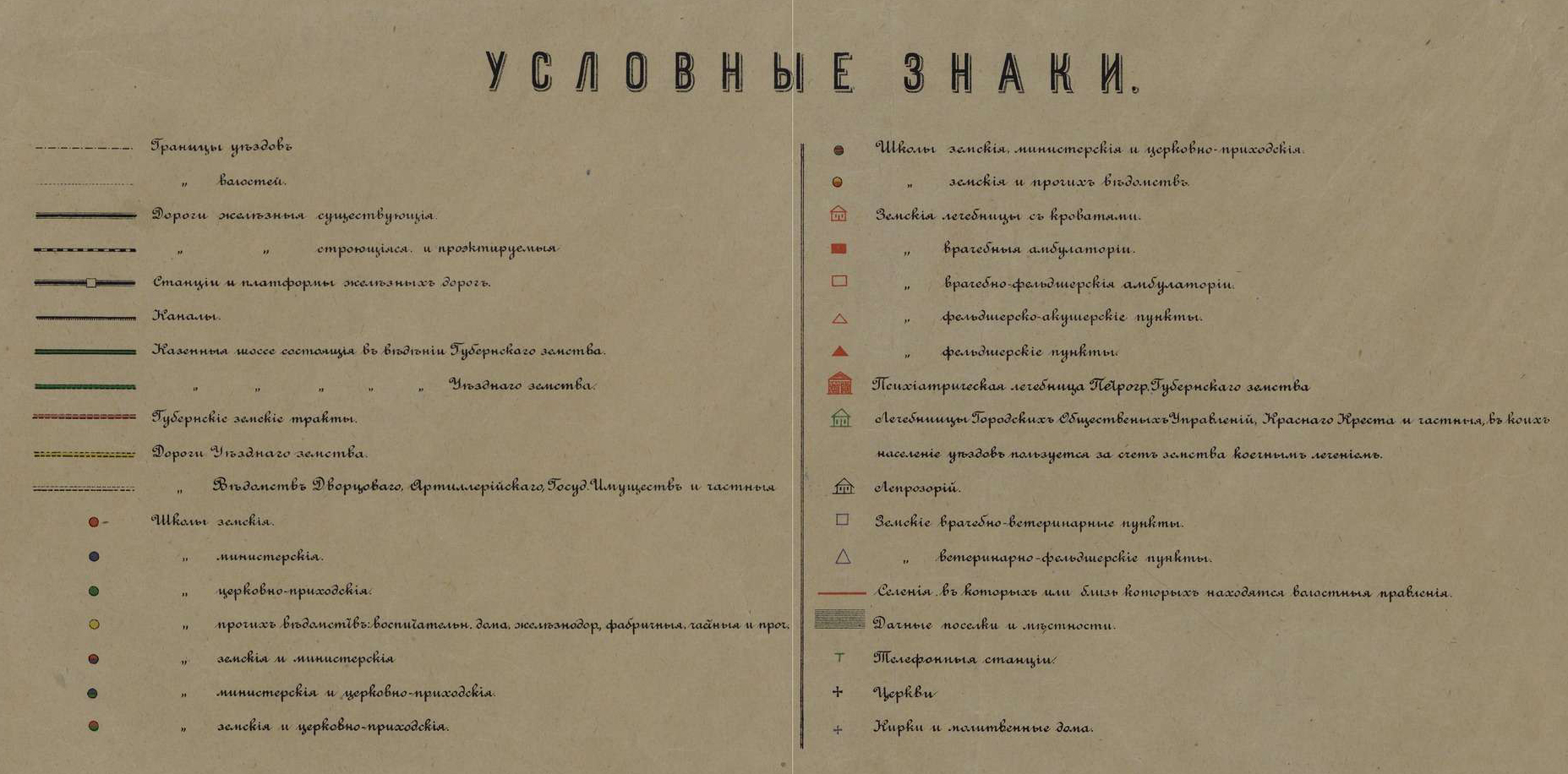
Условные знаки к карте Петроградской губернии 1916 года.

Гдо́вский уе́зд — административно-территориальная единица в Санкт-Петербургской губернии Российской империи и РСФСР, существовавшая в 1727—1927 годах. Уездный город — Гдов.

## География
Гдовский уезд располагался в юго-западной части Санкт-Петербургской губернии и граничил с Лужским уездом на востоке, Ямбургским уездом на севере, Псковской губернией на юге и Эстляндской губернией на западе. Площадь уезда в 1897 году составляла 7741,3 вёрст² (8810 км²), в 1926 году — 7204 км².

## История
О составе Гдовского уезда на момент вхождения Псковской земли в Московское государство можно судить по писцовой книге 7093—7095 (1585—1587) годов письма Григория Ивановича Мещанинова-Морозова и Ивана Васильевича Дровнина, текст по Гдовскому уезду дошёл из неё как в подробном описании в виде списка XVIII века, так и в сокращённом варианте в подлинном виде. Тогда в городе Гдове находился наместничий двор, а в уездную территорию входили следующие губы:
- Наровская губа с центром в селе Ольгин Крест на реке Нарове. Она простиралась между рек Нарова и Плюсса, а также её небольшая часть захватывала бассейн реки Кушелки.
- Кушельская губа с центром в деревне Кушела на Кушелском озере. Находилась к востоку от Наровской, в бассейне правых плюсских притоков, рек Чорной (Черня), Медвежки, Ельмы (Елемскаго ручья), Сежни, нижнего течения Веенки и Руи, а также притока последней — реки Руды.
- Каменская губа с центром в Каменном Погосте.
- Черемоская губа с центром в деревне Черемшина, в низовьях реки Черьмы.
- Гдовская губа. Располагалась по реке Гдовке и ручью Селетцкому.
- Ветвеницкая губа с центром в погосте Ветвеник.
- Кунейская губа с центром в погосте Кунестье.
- Рудницкая губа с центром в погосте Рудница.
- Мда (Моцкая) губа с центром в погосте Мда.

Устоявшееся административно-территориальное деление было несколько изменено во время областной реформы Петра I. Так, в 1708 году территория Гдовского уезда вошла в образованную Ингерманландскую губернию с центром в Шлиссельбурге; в 1710-м году она была преобразована в Санкт-Петербургскую губернию, центром которой стал Санкт-Петербург. При проведении переписи 1711 года, земли у Псковского пригорода Гдова Псковского уезда, были переписаны комендантом Ларионом Брылкиным. После разделения губернии на провинции в 1719 году, территория Гдовского уезда вошла в состав Псковской провинции с центром в Пскове, эта административная единица заменила по своей сути Псковскую землю. А вот разделение в то же время провинции на дистрикты не прижилось, и было упразднено в 1727 году. В 1721 году, во время сбора сказок к первой ревизии, в документах вновь встречается упоминание о Гдовском уезде. Согласно переписной книге 1725—1727 годов, в Гдовский уезд в то время входил город Гдов, Ветвеницкая, Гдовская, Каменская, Кунейская, Кушельская, Наровская, Рудницкая, Черемская губы и Моцкое полугубье.
Указом Екатерины I от 29 апреля 1727 года была образована Новгородская губерния с центром в городе Новгороде, куда из Санкт-Петербургской, в частности, передали и Гдовский уезд в составе Псковской провинции.
Следующие глобальные изменения в территориально-административном делении на этой земле произошли во времена областной реформы Екатерины II. 24 августа 1776 года по её указу Гдовский уезд был приписан к Псковской губернии с центром в городе Псков. 3 августа 1777 года по указу императрицы Псковская губерния была преобразована в Псковское наместничество; этим же указом предписывалось уровнять по величине вошедшие в него уезды. 28 февраля 1778 года наместничество было сформировано фактически, и в нём были открыты присутственные места. К этому же времени Гдовский уезд был оформлен в новых границах. В него вошли: из бывшей Псковской провинции старая территория Гдовского уезда, губы упразднённого Кобыльского уезда, Бельская губа Бельской засады Псковского уезда; некоторые погосты Новгородского Шелонской пятины уезда Залесской половины (Щепецкий, Прибужский, Лятцкий, Лосицкий, Быстреевский, часть Бельского (участок прихода села Заянья); сотни Сумерской волости. При этом старые многочисленные разного рода территориальные единицы: провинции, пятины, половины, присуды, погосты, губы, сотни подлежали упразднению (оставались только уезды и церковные приходы, по которым, в основном, новые уезды и формировались).
В 1781 году уездный Гдов посетила Екатерина II. Во время визита она даровала городу герб в виде щита, вверху которого находился рисунок с Псковского герба, а в нижней части — поле с льняными снопами. Её же указом от 11 декабря 1781 года Гдовский уезд был передан в состав Санкт-Петербургской губернии
В 1837 году Гдовский уезд был разделён на три стана.
В 1914 году губерния, куда входил Гдовский уезд, была переименована в Петроградскую, а в 1924 году — в Ленинградскую.
В ходе Гражданской войны и иностранной интервенции западная часть уезда оказалась под контролем Северо-Западной армии Юденича и эстонских формирований. В 1920 году согласно Юрьевскому мирному договору между Советской Россией и Эстонией, узкая полоса земли к востоку от реки Наровы, включавшая земли Гдовского уезда, а также относящаяся к уезду восточная часть острова Межа (Порка, Желачек) на Чудском озере были переданы Эстонии.
Постановлением Президиума ВЦИК от 1 августа 1927 года в ходе реформирования административно-территориального деления Ленинградская губерния и все её уезды были упразднены. Большая часть Гдовского уезда вошла в состав Гдовского района Лужского округа Ленинградской области.

### Эстонцы-переселенцы на Гдовщине
Стихийное заселение эстонцами гдовской земли происходило уже в XVII — начале XVIII века. Ещё в годы Великой Северной войны (1700—1721 гг.) эстонцы поселились в деревне Луг, а впоследствии — в Ершово, Чудских Заходах (эст. Suurõseere), Яновых Заходах (эст. Solna), Власовой Гриве (эст. Kriiva) и Казаковце (эст. Kähri). Этим местам они дали название «лесная глушь, край света» («Maakolk»).
С середины XIX века началось массовое переселение эстонцев на восточный берег Чудского озера — на Гдовщину, где они обрели новую родину. В основном переселенцы направлялись в эти края из северной части Дерптского уезда. Эстонскими хуторами изобиловала до Великой Отечественной войны т. н. Плесновская сторона. Местность же на юге Гдовского уезда, от Узмени и на восток, до сих пор носит историческое название Чухонщина.
По данным академика П. фон Кёппена, в 1848 году в Гдовском уезде проживали 2442 эстонца. Об эстонцах-переселенцах на Гдовщину писал известный русский писатель и литературный критик Александр Васильевич Дружинин, имение которого располагалось в деревне Лотохово (ныне входит в Плюсский район). В 1884 году на Гдовщине побывал филолог и историк Г. Г. Трусман, зафиксировавший представленные в Гдовском уезде топонимические названия, имеющие финский и эстонский «след». К 1897 году в Гдовском уезде доля эстонцев достигала 10,5 % (15 278 человек из 145 573 жителей уезда). К 1917 году здесь насчитывалось от 40 до 65 тысяч эстонских переселенцев, что составляло 20 % от общего числа жителей. К 1926 году в Гдовском уезде насчитывалось 16 882 эстонцев (11,05 %). По большей части местные эстонцы являлись крестьянами, но были среди них торговцы, ремесленники и чиновники. Значительная часть кузнецов и мельников Гдовщины были эстонцами, поэтому местные мельницы были очень похожи на мельницы в Остзейском крае. В эстонских поселениях Гдовского уезда доминировал кодавереский диалект эстонского языка.
В первой половине 1920-х годов численность эстонского населения на Гдовщине существенно снизилась в связи с оптацией многими эстонцами эстонского гражданства и их последующим переездом в Эстонскую Республику. К 1943 году в окрестностях города Гдова проживали лишь 6125 эстонцев.
В 1943 году с этнографической экспедицией на Гдовщине побывал будущий эстонский юрист (в то время — научный стипендиат Тартуского университета) Ильмар Аренс (Ilmar Arens). Впоследствии он издал ряд научных статей в крупнейших эстонских газетах, а в 1994 году вышла его книга «Эстонцы за Чудским озером: факты, документы и воспоминания об исследовании Восточного Причудья в 1943—1944 гг.».
В наши дни традиционную культуру эстонцев Гдовского района по материалам полевых исследований экспедиции 1996 года изучал Н. Д. Буланин из Санкт-Петербургского государственного университета. Участники экспедиции беседовали с жителями из Плесненской и Первомайской волостей. В Плесненской волости тогда сохранялся эстонский хутор Ряк (Ахи), чьим хозяином был Владимир Августович Ахи. Линда Каринтоск рассказала, как в 1924 году она проходила обряд конфирмации, одновременно с ней конфирмировались ещё 20 человек. В течение двух недель перед этим кистер Лейка обучал их основам лютеранской веры. Несмотря на русификацию, эстонцы Гдовщины сохраняли в то время элементы народной культуры, самосознание и родной язык в течение длительного времени.
До 1938 года в школах Гдовщины велось обучение также и на эстонском языке. Эстонцы Гдовщины жили активной культурной жизнью: они проводили множество праздников, организовывали концерты и театральные постановки. Государственный эстонский колхозный театр, базировавшийся в Ленинграде, часто посещал Гдовщину с театральными постановками. К маю 1937 года в Гдовском районе насчитывалось 11 эстонских колхозов.
К июлю 1943 года в Гдове, насчитывавшем тогда примерно две тысячи жителей, жили около 250 эстонцев. В сентябре-ноябре 1943 года гитлеровскими оккупационными властями осуществлялось принудительное переселение эстонцев на территорию Эстонии. Пароходы и баржи отправлялись из береговой деревни Самолва в речной порт Выыпсу. Гдовской полевой комендатурой было перевезено через Устье более одной тысячи эстонцев.

## Административное деление
В 1890 году в состав уезда входило 18 волостей
| № п/п | Волость          | Волостное правление | Число селений | Население |
| ----- | ---------------- | ------------------- | ------------- | --------- |
| 1     | Бобровская       | с. Боброво          | 25            | 6283      |
| 2     | Бельская         | д. Задворье         | 80            | 7131      |
| 3     | Выскотская       | д. Выскатка         | 120           | 13 339    |
| 4     | Гдовская         | д. Купова           | 103           | 7340      |
| 5     | Добручинская     | д. Добручи          | 125           | 8331      |
| 6     | Константиновская | д. Заручье          | 34            | 3391      |
| 7     | Ложголовская     | д. Лососкина        | 26            | 3426      |
| 8     | Мошковская       | д. Ульдига          | 59            | 5000      |
| 9     | Осминская        | с. Осьмино Гора     | 52            | 8671      |
| 10    | Полновская       | д. Полна            | 67            | 5318      |
| 11    | Ремедская        | пог. Ремда          | 61            | 7010      |
| 12    | Серёдкинская     | пог. Серёдка        | 81            | 7000      |
| 13    | Спицинская       | д. Спицыно          | 66            | 7536      |
| 14    | Старопольская    | с. Волово           | 30            | 5420      |
| 15    | Тупицинская      | д. Тупицыно         | 63            | 4814      |
| 16    | Узьминская       | д. Узьмино          | 63            | 5570      |
| 17    | Юдинская         | д. Юдино            | 40            | 5385      |
| 18    | Язвинская        | д. Язви             | 41            | 4990      |

В 1917 году Гдовский уезд составляли 22 волости:
- Бельская (погост Белый),
- Бобровская (с. Боброво),
- Выскатская (с. Выскатка),
- Вяжищенская (с. Куричек),
- Гдовская (г. Гдов),
- Гоголевская (с. Завражье),
- Добручинская (с. Добручи),
- Кольцовская (с. Черно),
- Константиновская (с марта 1917 г. — Доложская) (с. Доложск),
- Ложголовская (с. Ложголово, по др. данным — с. Лососкино),
- Мошковская (с. Мошки),
- Осьминская (с. Осьмина Гора),
- Полновская (с. Полна),
- Ремедская (с. Ремда),
- Серёдкинская (с. Маслогостицы),
- Скорятинская (с. Скорятина Гора),
- Спицинская (с. Спицино),
- Старопольская (с. Валово),
- Тупицинская (с. Тупицино),
- Узьминская (с. Узьмино),
- Юдинская (с. Юдино),
- Язвинская (с. Язви).

В 1918 году в уезде были образованы волости: Борисово-Польская (с. Самуйликово), Гвоздненская (с. Гвоздно), Гусинецкая (с. Крутое), Лосицкая (с. Лосицы), Прибужская (с. Прибужи, по др. данным — им. Чернёво), а Гоголевская волость переименована в Рудненскую. В 1919 году были ликвидированы Борисово-Польская и Гусинецкая волости; переименованы: Бобровская в Лядскую, Скорятинская в Верхне-Наровскую, Юдинская в Заянскую. 2 февраля 1920 года Верхне-Наровская волость полностью, деревни Втроя и Скамья Вяжищенской, деревни Усть-Черна, Низы и Марьино Кольцовской волостей были отданы в Эстонию. 3 февраля 1920 года дер. Малый Сабск Осьминской волости была передана в Ямбургский уезд Редкинскую волость. Помимо этого из Осьминской была выделена новая Самровская волость (по др. данным ок. 1918 г. была образована Алексеевская волость, переименованная в 1919 году в Самровскую), а сама Осьминская волость 25 мая (по др. данным — в августе) 1920 года передана из Гдовского в Ямбургский уезд. 22 мая (по др. данным 24 февраля) 1922 года Ложголовская волость также была передана в Ямбургский уезд; упразднены Самровская (при этом деревни Самрово, Горка, Славянка, Никольские Полоски, Горестницы, Жог, Задейшино, Ново-Ивановская, Ново-Соколово, Мурашово, Большая Серебрянка, Малая Серебрянка, Ликша и Подлесье отошли в Ямбургский уезд), Лядская (при этом деревни Нижнее Ореховно, Верхнее Ореховно, Дворец, Березицы, Боброво, Горбово, Лядинки, Пелешок, Вешень, Погребище, Полуяково, Заберезье, Игомель, Почап, Комарово и Битино отошли в Лужский уезд), Вяжищенская, Кольцовская и Рудненская волости. В ноябре 1922 года (по др. данным — 14 февраля 1923 года) ликвидированы Прибужская и Язвинская волости.

24 февраля 1923 года из Заянской волости деревни Замошье, Мхи, Вагошка, Спас-Которское, Аксентьево (Пушкино), Исаково, Будилово, Устье, Руденка, Гниленка и Извоз отошли в Кингисеппский уезд. В Гдовском уезде с февраля 1923 по февраль 1927 годов находилось 16 волостей:
- Бельская (погост Белый),
- Выскатская (с. Выскатка),
- Гвоздненская (д. Наумовщина),
- Гдовская (г. Гдов),
- Добручинская (д. Добручи),
- Доложская (с. Доложск),
- Заянская (с. Юдино, с 1927 г. — с. Моклочно),
- Лосицкая (с. Лосицы, с 1927 г. — с. Ляды),
- Мошковская (с. Мошки, им. Кежево),
- Полновская (с. Полна),
- Ремедская (д. Ремда),
- Серёдкинская (с. Маслогостицы),
- Спицынская (д. Спицино),
- Старопольская (д. Валово),
- Тупицынская (с. Тупицино, с 1927 г. — с. Горончарово),
- Узьминская (с. Узьмино, с 1927 г. — д. Творожково).

6 февраля 1924 года Гдовский уезд был разделён на сельсоветы. 7 февраля 1927 года в результате объединения были ликвидированы Доложская, Мошковская, Добручинская, Гвоздненская и Спицынская волости, а территория ликвидированной Старопольской волости вошла в состав Кингисеппского уезда. С этого момента и до ликвидации 1 августа 1927 года в уезде было 10 волостей:
- Бельская (погост Белый),
- Выскатская (с. Рудно),
- Гдовская (г. Гдов),
- Заянская (с. Моклочно),
- Лосицкая (с. Ляды),
- Полновская (с. Полна),
- Ремедская (д. Ремда),
- Серёдкинская (с. Маслогостицы),
- Тупицынская (с. Горончарово),
- Узьминская (д. Творожково).

## Население
По данным переписи П. И. Кёппена 1848 года из национальных меньшинств в Гдовском уезде проживали: эстонцы — 2442 человек и немцы — 75 человек.
По данным переписи 1897 года в уезде проживало 145 573 чел. В том числе русские — 88,9 %, эстонцы — 10,5 %. В уездном городе Гдов проживали 2106 чел.
По итогам всесоюзной переписи населения 1926 года население уезда составило 140 613 человек, из них городское (город Гдов) — 3839 человек.